# Oblast' di Lipeck
L'oblast' di Lipeck (in russo Липецкая область?, Lipeckaja oblastʾ) è un'oblast' della Russia che si estende ai piedi del Rialto centrale russo e comprende un vasto bacino minerario (ferro) che le ha permesso di sviluppare notevoli industrie siderurgiche e meccaniche.

## Geografia
I numerosi canali d'irrigazione, costruiti in questi ultimi decenni, permettono di portare l'acqua del Don nella vaste campagne della provincia e favoriscono l'agricoltura (cereali e tabacco).
La capitale Lipeck (428 000 abitanti circa nel 1995) fondata all'inizio del XVIII secolo è sede di università, di una centrale termoelettrica e rinomata stazione idrotermale.
Un'altra città, Elec (150 000 abitanti), ai margini del Rialto centrale, è nota per le coltivazioni di tabacco.

## Suddivisioni amministrative

### Rajon
La oblast' di Lipeck comprende 18 rajon (fra parentesi il capoluogo; sono indicati con un asterisco i capoluoghi non direttamente dipendenti dal rajon ma posti sotto la giurisdizione della oblast'):
- Čaplyginskij (Čaplygin)
- Chlevenskij (Chlevnoe)
- Dankovskij (Dankov)
- Dobrinskij (Dobrinka)
- Dobrovskij (Dobroe)
- Dolgorukovskij (Dolgorukovo)
- Eleckij (Elec*)
- Grjazinskij (Grjazi)
- Izmalkovskij (Izmalkovo)

- Krasninskij (Krasnoe)
- Lebedjanskij (Lebedjan')
- Lev-Tolstovskij (Lev-Tolstoj)
- Lipeckij (Lipeck*)
- Stanovljanskij (Stanovoe)
- Terbunskij (Terbuny)
- Usmanskij (Usman')
- Volovskij (Volovo)
- Zadonskij (Zadonsk)

### Città
I centri abitati della oblast' che hanno lo status di città (gorod) sono 8 (in grassetto le città sotto la diretta giurisdizione della oblast', che costituiscono una divisione amministrativa di secondo livello):
- Čaplygin
- Dankov
- Elec
- Grjazi

- Lebedjan'
- Lipeck
- Usman'
- Zadonsk

### Insediamenti di tipo urbano
Nella oblast' di Lipeck non esistono centri urbani con status di insediamento di tipo urbano.